# Guillermo de Breteuil
Guillermo de Breteuil también Guillermo de Ivry (c. 1050-12 de enero de 1103) fue un caballero noble anglonormando, señor de Breteuil y de Pacy. Hijo primogénito de Guillermo FitzOsbern, conde de Hereford, y Adelisa de Tosny, hija de Roger II de Tosny (c. 990-1040). A la muerte de su padre, Guillermo I de Inglaterra le concedió la sucesión de los feudos en Normandía, convirtiéndose en señor de Breteuil y de Pacy.
Fue capturado durante un ataque a Conches-en-Ouche, durante la guerra entre Raúl II de Tosny y Guillermo de Évreux, un conflicto que desencadenaron sus respectivas esposas por una profunda enemistad, y rescatado por 3000 libras y la promesa de convertir a su primo Roger de Tosny en su heredero. Roger murió joven y el asunto quedó discutible.
Tras la muerte de Guillermo Rufus mientras cazaba en New Forest, Guillermo intentó impedir, sin éxito, que el príncipe Enrique se apoderara de las joyas de la corona del tesoro de Winchester y se proclamara rey en lugar del cruzado Roberto. Guillermo fue posteriormente secuestrado por otro noble normando, Ascelin Gael de Perceval, que pretendía casarse con su hija ilegítima, Isabel y lo torturó hasta que aprobase el enlace.
Al final de sus días se convirtió en monje y abad de la abadía de Bec, en Normandía, donde murió el 12 de enero de 1103. Fue sucedido por su hijo Eustaquio en lugar de sus herederos legales, Guillermo de Gaël y Reginaldo [Renaud] de Grancey, ya que sus súbditos normandos «eligieron ser gobernados por un compatriota bastardo en lugar de por un legítimo bretón o burgundio».

## Herencia
Se casó en primeras nupcias con Adeline de Montfort, hija de Hugues II de Montfort. No tuvieron descendencia.
Tuvo descendencia con al menos una concubina desconocida:
- Isabel Lovel de Breteuil, señora de Crépon (c. 1075-1121), esposa de Ascelin Gael de Perceval, hijo de Roberto II de Ivry;[6]
- Eustaquio de Pacy, señor de Breteuil y de Pacy.